# LTI TX4
La LTI TX4 è un'autovettura del tipo taxi prodotta dalla casa automobilistica inglese London Taxis International (LTI), sussidiaria della Geely Automobile, dal 2007 al 2019. 
Dal 2007 fino alla liquidazione avvenuta nel 2013, è stato prodotto dalla LTI. È l'ultimo di una lunga serie di taxi costruiti appositamente dalla The London Taxi Company. Il design si inspira a quello dell'Austin FX3 degli anni '50. 

## Descrizione
Presentato nel 2006, rispetto al TXII che va a sostituire la vettura presenta una nuova griglia del radiatore anteriore, interni aggiornati, paraurti anteriore e posteriore rivisti e una cornice della targa posteriore diversa. Vengono introdotti i poggiatesta come risultato delle normative di sicurezza dell'UE.
L'unico motore offerto nel Regno Unito è il propulsore turbo diesel della VM Motori R 425 bialbero da 2,5 litri (con una potenza di 75 kW o 101 CV a 4000 giri/min e 240 Nm di coppia a 1800 giri/min) accoppiato a un cambio automatico Chrysler 545RFE a cinque marce. È inoltre disponibile un cambio manuale a cinque marce Eaton FSO 2405 A.
Nei mercati al di fuori del Regno Unito il TX4 è disponibile anche con un motore a benzina a quattro cilindri Mitsubishi 4G69 da 2,4 litri, con 112 kW (150 CV) a 5500 giri/min e 212 Nm a 4000 giri/min. L'unico cambio disponibile con questo motore è un manuale a cinque marce costruito anch'esso dalla Mitsubishi.
La sospensione anteriore è del tipo a doppio braccio oscillante con molle elicoidali e barra antirollio, mentre la sospensione posteriore utilizza un assale rigido con molle elicoidali e barra Panhard. Il motore all'esordio era conforme alla normativa Euro 4, ma è stato successivamente aggiornato per rientrare nella normativa Euro 5. In seguito il TX4 è stato riadattato alle normative Euro 6 e dotata di un nuovo motore VM Motori da 2,8 litri.